# Вулиця Петра Прокоповича (Київ)
Ву́лиця Петра Прокоповича — вулиця в Дарницькому районі міста Києва, селище Бортничі. Пролягає від Лісної вулиці до кінця забудови. 
Прилучається Озерна вулиця. 

## Історія
Вулиця почала формуватися наприкінці 1930-х — на початку 1940-х років. Остаточно сформована та забудована в 1950-х роках під назвою вулиця Фрунзе, на честь радянського військового діяча Михайла Фрунзе.
Сучасна назва на честь українського бджоляра та винахідника Петра Прокоповича — з 2016 року.